# Алгоритм шансів
У теорії рішень алгоритм шансів (або алгоритм Брюсса) — це математичний метод обчислення оптимальних стратегій для класу задач, які належать до області задач оптимальної зупинки. Їх розв'язок випливає зі стратегії шансів, а важливість стратегії шансів полягає в її оптимальності, як пояснюється нижче.
Алгоритм шансів застосовується до класу задач, які називаються задачами останнього успіху. Формально метою цих задач є максимізація ймовірності ідентифікації в послідовності незалежних подій саме останньої події, яка задовольняє певному критерію («специфічна подія»). Ця ідентифікація повинна бути зроблена в момент спостереження. Повернення до попередніх спостережень не дозволяється. Зазвичай особлива подія визначається особою, яка приймає рішення, як подія, що становить справжній інтерес з погляду «зупинки» для здійснення чітко визначеної дії. Такі задачи виникають у кількох ситуаціях.

## Приклади
Дві різні ситуації є прикладами зацікавленості в максимізації ймовірності зупинитися на останній події.
1. Припустимо, що автомобіль виставлено на продаж тому, хто запропонує найвищу ціну (найкращу «пропозицію»). Нехай {\displaystyle n} потенційних покупців відгукнулися і попросили показати їм машину. Кожен з них наполягає на негайному рішенні продавця прийняти пропозицію чи ні. Визначимо пропозицію як цікаву і закодуємо її 1, якщо вона краща за всі попередні пропозиції, і 0 в іншому випадку. Пропозиції формують випадкову послідовність[en] з 0 та 1. Тільки 1 цікавлять продавця, який може побоюватися, що кожна наступна 1 може стати останньою. З визначення випливає, що остання 1 є найвищою ставкою. Отже, максимізація ймовірності продажу за останньою одиницею означає максимізацію ймовірності продажу за найкращою ціною.
2. Лікар, застосовуючи спеціальне лікування, може використовувати код 1 для успішного лікування, 0 — у протилежному випадку. Лікар лікує послідовність з {\displaystyle n} пацієнтів однаковим чином і хоче мінімізувати будь-які страждання, а також вилікувати кожного пацієнта, який реагує на лікування. Зупинившись на останній 1 у такій випадковій послідовності 0 і 1, він досягне цієї мети. Оскільки лікар не пророк, його мета — максимізувати ймовірність зупинки на останній 1 (див. Милосердне застосування[en]).

## Визначення
Розглянемо послідовність {\displaystyle n} незалежних подій. Пов'яжемо із цією послідовністю іншу послідовність незалежних подій {\displaystyle I_{1},I_{2},\dots ,I_{n}} зі значеннями 1 або 0. Тут {\displaystyle I_{k}=1}, що називається успіхом, означає подію, що {\displaystyle k}-те спостереження є цікавим (як визначено особою, яка приймає рішення), і {\displaystyle I_{k}=0} для нецікавих. Ці випадкові величини {\displaystyle I_{1},I_{2},\dots ,I_{n}} спостерігаються послідовно, і мета полягає в тому, щоб правильно вибрати останній успіх, коли він спостерігається.
Нехай {\displaystyle p_{k}=P(I_{k}=1)} ймовірність того, що k-та подія є цікавою. Далі нехай {\displaystyle q_{k}=1-p_{k}} і {\displaystyle r_{k}=p_{k}/q_{k}}. Зауважимо, що {\displaystyle r_{k}} представляє шанси на те, що {\displaystyle k}-та подія виявиться цікавою, пояснюючи назву алгоритму шансів.

## Алгоритмічна процедура
Алгоритм шансів підсумовує шанси у зворотному порядку
{\displaystyle r_{n}+r_{n-1}+r_{n-2}\,+\cdots },
доки ця сума вперше не досягне або не перевищить значення 1. Якщо це відбувається з індексом s, зберігається s і відповідна сума
{\displaystyle R_{s}=\,r_{n}+r_{n-1}+r_{n-2}+\cdots +r_{s}}.
Якщо сума шансів не досягає 1, встановлюється s = 1. Водночас він обчислює
{\displaystyle Q_{s}=q_{n}q_{n-1}\cdots q_{s}}.
Вихід є
1. {\displaystyle \,s}, поріг зупинки
2. {\displaystyle \,w=Q_{s}R_{s}}, ймовірність виграшу.

## Стратегія шансів
Стратегія шансів — це правило спостереження за подіями одна за одною та зупинка на першій цікавій події від індексу s (якщо є), де s — поріг зупинки результату a.
Важливість стратегії шансів, а отже й алгоритму шансів, полягає в наступній теоремі шансів.

## Теорема шансів
Теорема шансів стверджує, що
1. Стратегія шансів є оптимальною, тобто вона максимізує ймовірність зупинки на останній 1.
2. Імовірність виграшу стратегії шансів дорівнює {\displaystyle w=Q_{s}R_{s}}
3. Якщо {\displaystyle R_{s}\geqslant 1}, ймовірність виграшу {\displaystyle w} завжди принаймні 1/e = 0,367879.... і ця нижня межа є найкращою з можливих.

## Особливості
Алгоритм шансів обчислює оптимальну стратегію та оптимальну ймовірність виграшу одночасно. Крім того, кількість операцій алгоритму шансів є (суб)лінійною по n. Отже, не може існувати швидшого алгоритму для всіх послідовностей, так що алгоритм шансів водночас є оптимальним як алгоритм.

## Застосування
Застосування алгоритму шансів охоплюють медичні питання в клінічних випробуваннях, проблеми з продажем, задачі пошуку співробітника, вибір портфоліо, (односторонні) стратегії пошуку, проблеми траєкторії та проблеми паркування до проблем онлайн-обслуговування тощо.
Також існує теорема шансів для безперервних процесів надходження з незалежними приростами, таких як процес Пуассона (Брюсс, 2000). У деяких випадках шанси не обов'язково відомі заздалегідь (як у прикладі 2 вище), тому застосування алгоритму шансів безпосередньо неможливо. У цьому випадку кожен крок може використовувати послідовні оцінки шансів. Це має сенс, якщо кількість невідомих параметрів невелика порівняно з кількістю спостережень n. Питання оптимальності тоді є складнішим, однак, і вимагає додаткових досліджень. Узагальнення алгоритму шансів дозволяють отримати різну винагороду за невдалу і помилкову зупинку, а також замінити припущення про незалежність на слабші (Фергюсон, 2008).

## Варіації
Брюсс та Пейндавейн, 2000 обговорювали проблему вибору останніх {\displaystyle k} успіхів.
Тамакі, 2010 довів теорему про мультиплікативні шанси, яка розглядає проблему зупинки на будь-якому з останніх {\displaystyle \ell } успіхів.
Жорстка нижня межа ймовірності виграшу отримана за формулою Мацуї та Ано, 2014.
Мацуї та Ано, 2017 обговорили проблему вибору {\displaystyle k} з останніх {\displaystyle \ell } і отримали жорстку нижню межу ймовірності виграшу. Коли {\displaystyle \ell =k=1,} задача еквівалентна задачі Брюсса про шанси. Якщо {\displaystyle \ell =k\geq 1,} задача еквівалентна задачі в Брюсс та Пейндавейн, 2000. Задача, що розглядається в Тамакі, 2010 отримується за умови, що {\displaystyle \ell \geq k=1.}

### Проблема множинного вибору
Гравцеві дозволено {\displaystyle r} виборів, і він виграє, якщо будь-який вибір є останнім успішним. Для класичної проблеми секретаря Гілберт та Мостеллер, 1966 обговорили випадки {\displaystyle r=2,3,4}. Проблема шансів з {\displaystyle r=2,3} обговорюється Ано, Какінума та Мійоші, 2010. Додаткові випадки проблеми шансів див. у Мацуї та Ано, 2016.
Оптимальна стратегія для цієї задачі належить до класу стратегій, визначених набором порогових чисел {\displaystyle (a_{1},a_{2},...,a_{r})}, де {\displaystyle a_{1}>a_{2}>\cdots >a_{r}}.
Зокрема, уявіть, що у вас є {\displaystyle r} листів-зобов'язань, позначених від {\displaystyle 1} до {\displaystyle r}. У вас буде {\displaystyle r} працівників, кожен з яких тримає одну літеру. Ви продовжуєте проводити співбесіди з кандидатами й заносите їх у таблицю, яку бачить кожен з них. Зараз працівник {\displaystyle i} надсилає лист-відповідь про прийняття на роботу першому кандидату, який виявився кращим за всіх інших кандидатів {\displaystyle 1} до {\displaystyle a_{i}}. (Невідправлені листи про прийняття за замовчуванням віддаються останнім заявникам, так само як і у стандартній задачі про секретаря).
Коли {\displaystyle r=2}, Ано, Какінума та Мійоші, 2010 показали, що нижня межа ймовірності виграшу дорівнює {\displaystyle e^{-1}+e^{-{\frac {3}{2}}}.} Для загального натурального числа {\displaystyle r}, Мацуї та Ано, 2016 довели, що нижня межа ймовірності виграшу є ймовірністю виграшу у варіанті задачі секретаря, де потрібно вибрати k кращих кандидатів, використовуючи лише k спроб.
Коли {\displaystyle r=3,4,5}, нижні межі ймовірностей виграшу дорівнюють {\displaystyle e^{-1}+e^{-{\frac {3}{2}}}+e^{-{\frac {47}{24}}}}, {\displaystyle e^{-1}+e^{-{\frac {3}{2}}}+e^{-{\frac {47}{24}}}+e^{-{\frac {2761}{1152}}}} і {\displaystyle e^{-1}+e^{-{\frac {3}{2}}}+e^{-{\frac {47}{24}}}+e^{-{\frac {2761}{1152}}}+e^{-{\frac {4162637}{1474560}}},} відповідно.
Щодо подальших числових випадків для {\displaystyle r=6,...,10}, а також алгоритму для загальних випадків, див. Мацуї та Ано, 2016.